# 黄金花 秘すれば花、死すれば蝶
『黄金花－秘すれば花、死すれば蝶－』は、2009年に公開された日本の映画作品。『夢のまにまに』に続く木村威夫の長編映画監督としての第二作作品である。

## ストーリー
老人ホーム「浴陽荘」。そこには植物学者の牧草太郎を始め、物理学者、役者、バーのママ、板前など、多くの孤独な老人が暮らしている。牧は人生の大半を植物学の研究に費やし、遊びも酒も女も俗世間の全てを顧みずに生きてきた。そうして迎えた80歳の誕生日。彼は、職員の青年と自然薯を掘りに出かけ、黄金色に光り輝く妖しい花を見つける。それは、彼が長年探し求めていたヒマラヤ聖女の傍らに咲くという不老不死の花“黄金花”であった。その日を境に、植物学に没頭するためにあえて封印したはずの青年時代の記憶の断片が、牧の中に大きな渦となって押し寄せてくる。

## スタッフ
- 監督：木村威夫
- プロデューサー：川端潤
- 協力プロデューサー：林海象
- ラインプロデューサー：山本起也
- 脚本：木村威夫
- 撮影：小川真司
- 美術：丸山裕司
- 音楽：川端潤

## キャスト
| - 原田芳雄：牧草太郎 - 松坂慶子：介護士長 - 川津祐介：役者老人 - 松原智恵子：小町婆さん - 三條美紀：おなお婆さん - 野呂圭介：ピーナッツ老人 - 絵沢萠子：おりん婆さん - 飯島大介：易者老人 - 牧口元美：質屋老人 - 真実一路：物理学者老人 - 中沢青六：板前老人 | - 河村博重：能シテ（葛城の神） - 麿赤兒：巡礼 - 長門裕之：浴陽荘 院長 - 小林三四郎：日本文化の先生 - 小渕暁子：ヒマラヤ聖女の侍女 - シャノー・ユリアーナ：ヒマラヤ聖女 - あがた森魚 - 松尾貴史 - 上ノ茗真二 |